# Slatinské Lazy
Slatinské Lazy ist eine Gemeinde in der Mitte der Slowakei mit 530 Einwohnern (Stand 31. Dezember 2024), die im Okres Detva, einem Teil des Banskobystrický kraj, liegt.

## Geographie
Die Gemeinde befindet sich am Übergang vom Talkessel Zvolenská kotlina in das Javorie-Gebirge, teilweise entlang des Tals des Kocanský potok, sonst auf meist entwaldeten Rücken. Das Ortszentrum liegt auf einer Höhe von 550 m n.m. und ist 16 Kilometer von Detva sowie 20 Kilometer von Zvolen entfernt.
Nachbargemeinden sind Vígľaš im Norden, Klokoč im Osten, Vígľašská Huta-Kalinka im Südwesten und Zvolenská Slatina im Nordwesten.

## Geschichte
Das heutige Gemeindegebiet war im Mittelalter Teil des sogenannten Sohler Walds und war bis 1424 königliches Eigentum, danach war es Gut des nahen Schlosses Vígľaš. Einige der Flurnamen erinnern an häufige Jagden von Matthias Corvinus in der zweiten Hälfte des 15. Jahrhunderts. Eine dauerhafte Besiedlung gibt es erst seit dem 18. Jahrhundert und die Kleinsiedlungen (slowakisch regional lazy) wurden zum ersten Mal 1850 im Zusammenhang mit der Gründung einer evangelischen Volksschule als Teil des Gemeindegebiets von Zvolenská Slatina erwähnt.
Bis 1918 gehörte das im Komitat Sohl liegende Gebiet zum Königreich Ungarn und kam danach zur Tschechoslowakei beziehungsweise heute Slowakei. 1930 (andere Angabe 1932) folgte die Ausgliederung von insgesamt acht Siedlungen in die heutige Gemeinde.

## Bevölkerung
| Jahr                | 1994 | 2004     | 2014    | 2024    |
| ------------------- | ---- | -------- | ------- | ------- |
| Anzahl der Personen | 456  | 525      | 502     | 530     |
| Unterschied         |      | +15,13 % | −4,38 % | +5,57 % |

| Jahr                | 2023 | 2024    |
| ------------------- | ---- | ------- |
| Anzahl der Personen | 536  | 530     |
| Unterschied         |      | −1,11 % |

Gemäß der Volkszählung 2011 wohnten in Slatinské Lazy 502 Einwohner, davon 467 Slowaken, vier Tschechen und ein Magyare. Ein Einwohner gab eine andere Ethnie an und 29 Einwohner machten keine Angabe zur Ethnie.
264 Einwohner bekannten sich zur römisch-katholischen Kirche, 143 Einwohner zur Evangelischen Kirche A. B., sowie jeweils ein Einwohner zu den Zeugen Jehovas, zur evangelisch-methodistischen Kirche, zur griechisch-katholischen Kirche, zur Pfingstbewegung, zur reformierten Kirche und zur tschechoslowakischen hussitischen Kirche; zwei Einwohner bekannten sich zu einer anderen Konfession. 40 Einwohner waren konfessionslos und bei 47 Einwohnern wurde die Konfession nicht ermittelt.

## Bauwerke
- Holzglockenturm aus dem 19. Jahrhundert